# Guévaux
| VD ist das Kürzel für den Kanton Waadt in der Schweiz. Es wird verwendet, um Verwechslungen mit anderen Einträgen des Namens Mur zu vermeiden. |

Guévaux ist ein Weiler am Nordufer des Murtensees, bestehend aus zwei Herren- und zwei Winzerhäusern, auf der Grenze der Kantone Waadt und Freiburg. Guévaux liegt in den ehemaligen Gemeinden Mur (seit 2011 Teil der Gemeinde Vully-les-Lacs) und Haut-Vully (seit 2016 Teil der Gemeinde Mont-Vully).

## Geschichte

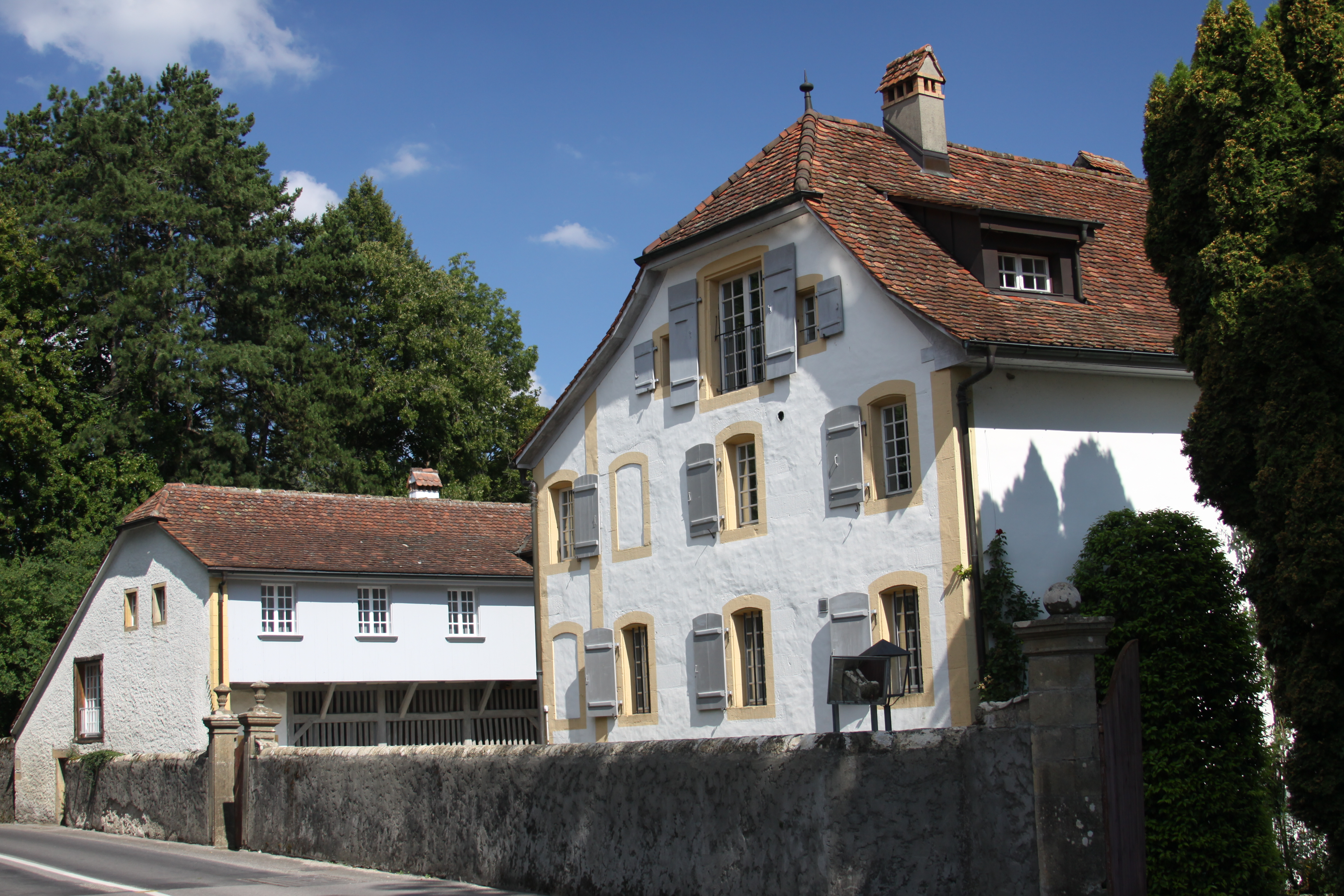
Haus Les Rondas

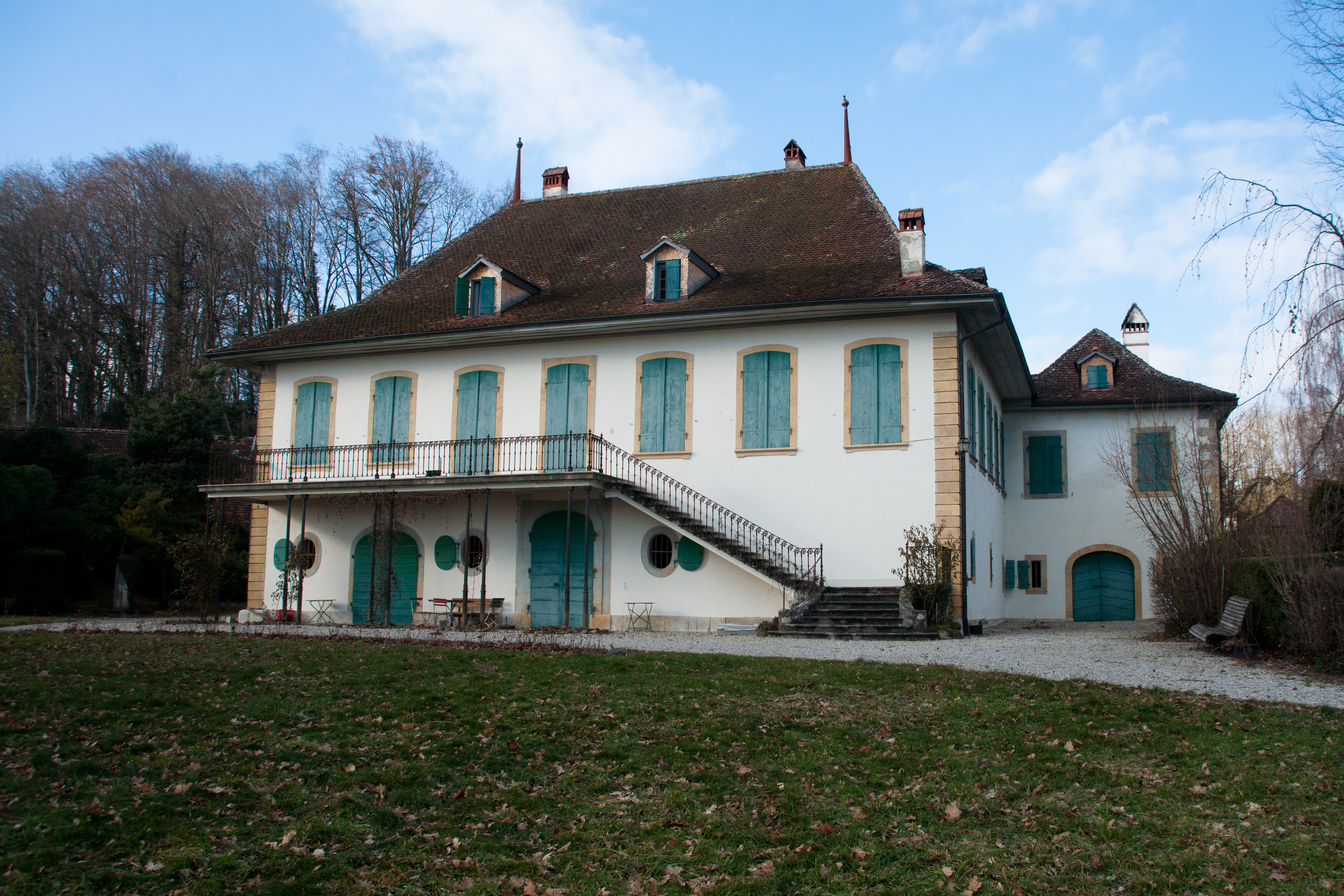
Château de Guévaux

Die im waadtländischen Gebiet gelegene Fundstelle Mur-Chenevières de Guévaux I gehört zu den 56 Ufersiedlungen der Schweiz, die im UNESCO-Welterbe Aufnahme fanden. Am Murtensee ist sie eine der seltenen frühbronzezeitlichen Pfahlbausiedlungen.
Aus  dem Jahr 1240 stammt die erste urkundliche Erwähnung als Govel. Wahrscheinlich zu Beginn des 14. Jahrhunderts wurde Guévaux zwischen den Herrschaften Cudrefin und Lugnorre aufgeteilt. Johann Bernhard Kilchberger, Vogt von St. Johannsen, baute 1742 das Herrenhaus Les Rondas auf Freiburger Boden. Die Wirtschaftsgebäude wurden um 1760 errichtet, als die Strasse vom Seeufer nach Norden verlegt wurde. Nikolaus Kilchberger, Vogt von Avenches, errichtete 1747 das Haus auf der Waadtländer Seite, das Auguste Roulet aus Neuenburg 1825 erwarb und 1880 in den Besitz der Familie Rivier kam.
Im 18. Jahrhundert befand sich auf dem Gebiet des Weilers eine Brauerei, die zwischen 1818 und 1832 in eine Papierfabrik umgewandelt wurde.

## Verkehr
Mur (Vully) liegt an der Strasse entlang des nördlichen Ufers des Murtensees von Salavaux nach Sugiez.
Durch eine Buslinie der Freiburgischen Verkehrsbetriebe (TPF) und einem Postautokurs ist Mur (Vully) mit Sugiez beziehungsweise mit Salavaux verbunden. Die Bushaltestelle befindet sich unmittelbar bei der Kantonsgrenze.